# Medal of Honor
Die Medal of Honor oder Congressional Medal of Honor (deutsch: „Ehrenmedaille“ oder „Ehrenmedaille des Kongresses“) ist die höchste militärische Auszeichnung der amerikanischen Regierung. Das Ehrenzeichen wird vom Präsidenten der Vereinigten Staaten im Namen des Kongresses an Mitglieder der amerikanischen Streitkräfte verliehen, die sich ausgezeichnet haben.

“conspicuously by gallantry and intrepidity at the risk of his life above and beyond the call of duty while engaged in an action against an enemy of the United States”

„auffallend durch Tapferkeit und Furchtlosigkeit bei Lebensgefahr weit über die Pflichterfüllung hinaus im Gefecht gegen einen Feind der Vereinigten Staaten“

Durch diese Verleihungsbestimmungen wird die Medal of Honor häufig postum verliehen.
Mitglieder aller Teilstreitkräfte sind berechtigt, die Medaille zu empfangen, und es gibt drei Versionen (jeweils eine für Heer und Luftwaffe sowie eine gemeinsame für Marine, Marine Corps und Küstenwache). Die Medaille wird dem Empfänger, oder im Falle einer posthum verliehenen Ehrung dem/der nächsten Verwandten, vom Präsidenten der Vereinigten Staaten überreicht. Dieser tut dies im Auftrag des Kongresses. Die Verleihung soll die Dankbarkeit der amerikanischen Bürger zum Ausdruck bringen. Wegen ihres besonderen Status wird der Congressional Medal of Honor besonderer Schutz nach 18 U.S.C. § 704 gewährt, u. a. was das unberechtigte Führen anbelangt (strafbar als Vergehen bis zu einem Jahr Freiheitsstrafe und/oder Geldstrafe).

## Geschichte
Die Medaille wurde erstmals am 21. Dezember 1861 durch Genehmigung von Abraham Lincoln im Sezessionskrieg eingeführt und war die erste Auszeichnung, die ohne britisches Vorbild war. Sie sollte die Moral von Marinesoldaten heben und wurde damals auch nur an solche vergeben. Eine Medal of Honor erhielt derjenige, „der sich selbst durch seine Tapferkeit im Einsatz von den anderen abhob“. 1862 wurde die Medaille auch von der US Army eingeführt und 1904 durch ein eigenes Band ergänzt, welches die Waffengattung kennzeichnete. Die US Air Force erhielt ebenfalls ein eigenes Band, jedoch erst im Jahre 1965.
Die erste Medal of Honor wurde an Private Jacob Parrott am 25. März 1863, als erstem einer 6-köpfigen Gruppe, für den Andrews-Überfall am 12. April 1862, verliehen. Die erste militärische Aktion, die mit einer Medal of Honor ausgezeichnet wurde, ereignete sich am 13. Februar 1861 in Arizona, diese wurde aber erst am 24. Januar 1894 verliehen. Colonel Bernard John Dowling Irwin hatte mit lediglich 14 Mann eine Übermacht von Indianern in die Flucht geschlagen und dabei noch 60 Kameraden aus der Gefangenschaft befreit. 1865 wurde Mary Edwards Walker für ihren Einsatz als Sanitäterin während der Ersten Schlacht am Bull Run als bis heute einzige Frau mit der Medal of Honor ausgezeichnet.
Die Kriterien für die Vergabe der Auszeichnung wurden nach dem Ende des Ersten Weltkrieges verschärft. Die Auszeichnung wird seitdem nur noch an Soldaten verliehen, die extremen Heldenmut zeigten, der über die normale Pflichterfüllung weit hinausgeht. Dieses Kriterium wird zumeist erst dann als erfüllt betrachtet, wenn ein Soldat im Kampf gegen den Feind die Erfüllung des Auftrags oder die Sicherheit seiner Kameraden vor den Erhalt des eigenen Lebens setzt („at the risk of his life above and beyond the call of duty“). Durch dieses Kriterium wird die Medaille überdurchschnittlich oft, jedoch nicht immer, posthum verliehen. Seit Beginn des Zweiten Weltkrieges wurden rund 62 % aller Medals of Honor an gefallene Soldaten verliehen.
Seit 2003 wird zusätzlich zur Medaille auch die Medal of Honor Flag verliehen, eine Flagge mit himmelblauem Hintergrund, goldenem Rand und dreizehn weißen fünfzackigen Sternen. Sie soll das geflossene Blut getöteter ausgezeichneter Soldaten versinnbildlichen und die Ehre einer solchen höchsten Auszeichnung zusätzlich unterstreichen. Die erste derartige Flagge wurde 2005 an die Familie des im Irak getöteten Paul Ray Smith zusammen mit der Medal of Honor übergeben.
Am 29. Februar 2016 wurde die Medaille an United States Navy SEALs Senior Chief Special Warfare Operator Edward Byers, Jr. für die Rettung einer amerikanischen Geisel 2012 in Afghanistan verliehen. Byers war damit der zweite Marineangehörige seit dem Vietnamkrieg, der die Auszeichnung erhielt sowie der erste Navy SEAL, der die Auszeichnung im aktiven Dienst erhielt.
Am 12. Juli 2021 verlieh Präsident Joe Biden postum den Orden an Sergeant First Class Christopher Andrew Celiz (12. Januar 1986 – 12. Juli 2018) für einen tödlichen Einsatz in Afghanistan.

## Aussehen
Seit der Einführung 1862 hat die Medal of Honor einen stetigen Wandel im Aussehen erfahren. Die gegenwärtige Armeemedaille besteht aus einem Goldstern, der von einem Kranz umgeben ist. Darüber ist ein Balken mit einem Adler und dem Wort “Valor” (deutsch: „Mut“). Die Medaille wird durch einen Haken einem hellblauen Seidenhalsband angehängt, das 30 mm breit und 552 mm lang ist.
Es gibt eine Version der Medaille für jede Teilstreitkraft des Verteidigungsministeriums: die Armee, Marine und Marineinfanterie sowie Luftwaffe. Vor 1965 erhielten Mitglieder des U.S. Army Air Corps, U.S. Army Air Forces und der U.S. Air Force die Armeeversion der Medaille, da das Luftwaffendesign erst dann eingeführt wurde.

## Verleihungskriterien

Medal of Honor Flag

Generell gilt für die Verleihung das Kriterium, dass der Empfänger sich durch außergewöhnliche Tapferkeit ausgezeichnet haben muss:

“Conspicuous gallantry and intrepidity at the risk of his or her life above and beyond the call of duty while engaged in an action against any enemy of the United States; while engaged in military operations involving conflict with an opposing foreign force; or while serving with friendly foreign forces engaged in an armed conflict against an opposing armed force in which the United States is not a belligerent party.”

„Auffallende Tapferkeit und Furchtlosigkeit bei Lebensgefahr weit über die Pflichterfüllung hinaus bei einer Handlung gegen einen Feind der Vereinigten Staaten; während die Person in Militäreinsätzen beschäftigt ist, eingeschlossen Konflikte mit einer gegnerischen fremden Macht; oder indem die Person mit verbündeten Auslandskräften dient, die in einer bewaffneten Auseinandersetzung mit einer bewaffneten Macht sind, mit der die Vereinigten Staaten sich nicht im Krieg befinden.“

Zusammengefasst hat der US-Kongress im Juli 1963 folgende Kriterien festgelegt, nach denen eine Verleihung der Medaille beschlossen wird:
- Der Soldat muss sich in einem Gefecht mit einem Feind der USA befinden oder
- der Soldat muss sich in einer militärischen Operation befinden, die einen Konflikt mit einer anderen Streitmacht beinhaltet oder
- der Soldat muss sich, indem er in einem verbündeten Militär dient, in einem bewaffneten Konflikt gegen eine feindliche Streitmacht befinden, wobei die USA keine kriegsführende Macht darstellen.

In jedem Fall muss der Soldat dem US-Militär angehören. Staatsangehörigkeit ist dabei jedoch nicht von Belang.
Es gibt zwei Wege, für die Ehrenmedaille nominiert zu werden: Zum einen kann ein Vorgesetzter den jeweiligen Soldaten für eine Auszeichnung vorschlagen. Dies ist der Regelfall. Zum anderen kann auch ein Mitglied des Kongresses eine Verleihung vorschlagen.

## Mit dem Orden verbundene Privilegien
- Inhaber des Ordens erhalten einen Ehrensold. Seit dem 1. Dezember 2021 beträgt er 1.489,37 US-Dollar pro Monat (ca. 1413 Euro bzw. 1481 Schweizer Franken).[12]

Aufgrund der steigenden Lebenshaltungskosten wird dieser Betrag in unregelmäßigen Abständen angehoben.
- Inhaber des Ordens erhalten einen Zuschlag von 10 % zu ihren Pensionen.
- Unteroffiziere und Mannschaften erhalten einen besonderen Zuschuss in Höhe von  891 US-Dollar zu den Kosten der Uniform.
- Kostenlose lebenslange Reisen mit Militärflugzeugen des Verteidigungsministeriums als vorrangige Space-A-Reisende. Dieser Vorteil hängt davon ab, ob Plätze verfügbar sind, daher die Bezeichnung Space-A.
- Befreiung von Zuzahlungen für die medizinische Versorgung.
- Sie dürfen außerdem auch nach Ausscheiden aus dem aktiven Dienst die Uniform nach eigenem Ermessen, mit einigen wenigen Einschränkungen, tragen. Andere Ehemalige dürfen die Uniform nur zu ganz bestimmten festlichen Anlässen tragen.
- Kinder von Ordensträgern erhalten eine automatische Zulassung zu jeder Militärakademie, für die sie qualifiziert sind, ohne Nominierungs- oder Quotenregelungen. Normalerweise ist eine Nominierung erforderlich, um in eine Militärakademie wie West Point einzutreten, und es gibt einen strengen Screening-Prozess.
- Träger haben Anspruch auf ein Begräbnis auf dem Nationalfriedhof Arlington. Besondere militärische Bestattungsehren, darunter Grabsteine mit goldenem Schriftzug und ein neunköpfiges Team von sechs Pallbearern (Sargträger), einem Kaplan, einem verantwortlichen Offizier oder Unteroffizier und einem Bugler (Trompeter).
- Einladungen zu Amtseinführungsveranstaltungen des Präsidenten und besonderen Anerkennungszeremonien auf staatlicher und lokaler Ebene.
- Die meisten Bundesstaaten bieten den Empfängern ein spezielles meist kostenloses Nummernschild für ihr Fahrzeug.[13]

Unabhängig von diesen rechtlich verbrieften Sonderrechten werden Inhaber des Ordens nach amerikanischer militärischer Tradition von allen Soldaten – unabhängig von Rang und Dienstgrad – zuerst gegrüßt. Diese militärische Tradition entspricht vergleichbaren Traditionen in europäischen Armeen, z. B. dem Brauch in der Armee des deutschen Kaiserreichs (Träger des Pour le Mérite) bzw. der Wehrmacht (Träger des Ritterkreuz des Eisernen Kreuzes) wo die Träger grundsätzlich und ohne Ansehen von Rang und Dienstgrad Anspruch auf militärische Ehrenbezeugung hatten.

## Statistik

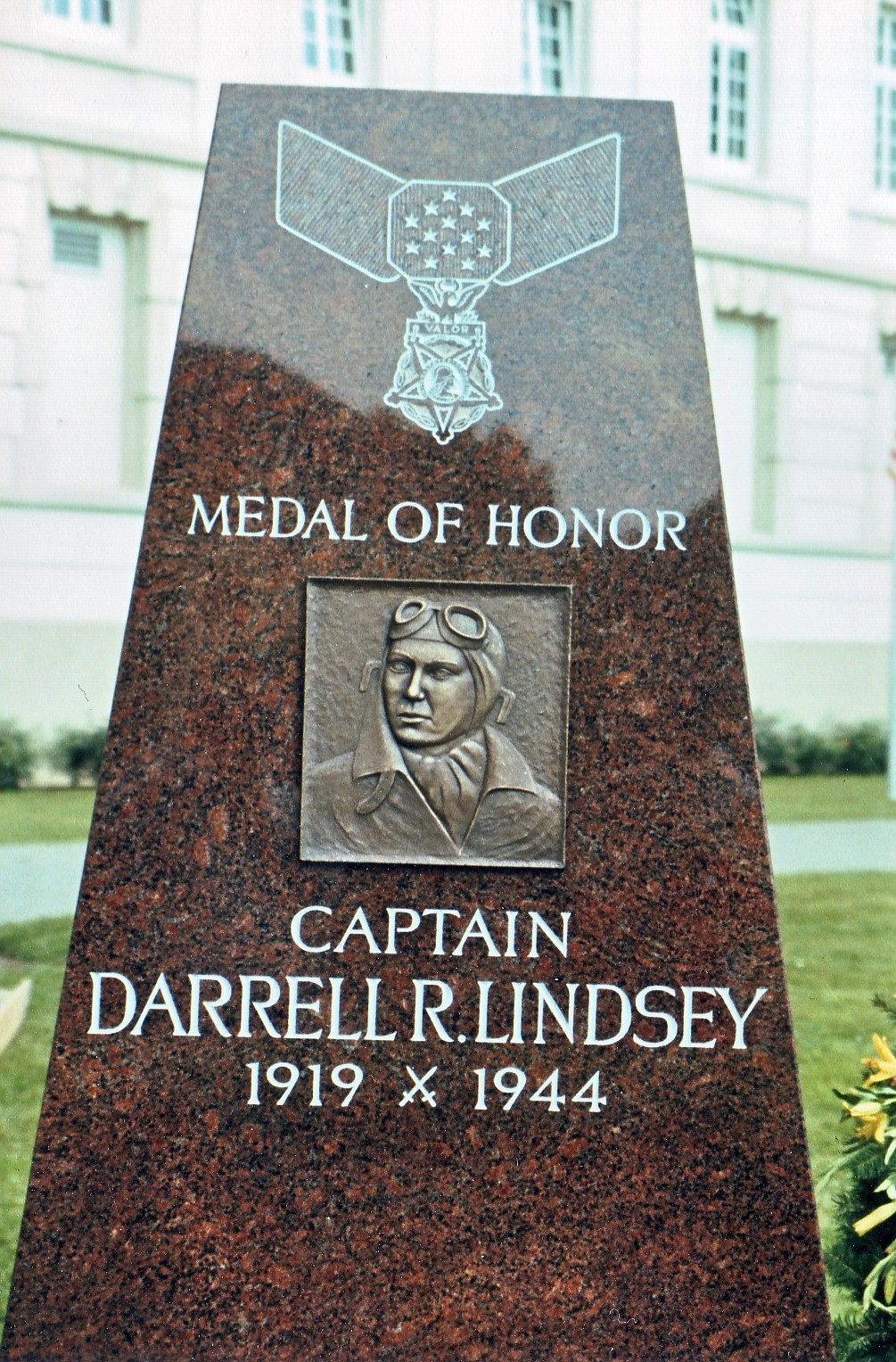
Beispiel für einen Gedenkstein: Darrell Lindsey

Eckdaten zur Gesamtzahl, der Anzahl ausgezeichneter Personen und der postumen Auszeichnungen finden sich in der Infobox rechts oben im Artikel.
19 Soldaten erhielten die Auszeichnung zweimal; 14 von ihnen für zwei verschiedene Kampfhandlungen, die fünf anderen erhielten sowohl die Army als auch die Navy Medal of Honor. (Seit Februar 1919 ist dies nicht mehr möglich).
Weitere 85 Medaillen wurden seit 1979 für Aktionen vergangener Kriege meistens postum (59) verliehen, darunter auch die an den Ex-Präsidenten Theodore Roosevelt für seinen Einsatz im Spanisch-Amerikanischen Krieg 1898.
Ferner wurden 1989 fünf Medaillen „wiederhergestellt“; diese Empfänger gehörten zu einer 911 Personen umfassenden Gruppe, denen 1916 nach einer Überprüfung die Medaille aberkannt wurde.
Von den 193 in Friedenszeiten verliehenen Medaillen wurden 187 an Soldaten der Navy, fünf an Soldaten des Marine Corps und eine an den Air-Corps-Reservisten Charles Lindbergh für seine Atlantiküberquerung vergeben.
1986 gab Charles Liteky seine MOH aus Protest über die US-amerikanische Politik in Mittelamerika zurück.

### Mehrfach ausgezeichnet
Folgende 19 Personen erhielten die Medal of Honor zweimal:
| Name              | Gattung           | Rang                                               | Hintergrund                        | Bemerkung                                                                         |
| ----------------- | ----------------- | -------------------------------------------------- | ---------------------------------- | --------------------------------------------------------------------------------- |
| Frank Baldwin     | U.S. Army         | First Lieutenant, Captain                          | Sezessionskrieg, Indianerkriege    |                                                                                   |
| Smedley D. Butler | U.S. Marine Corps | Major                                              | Besetzung Veracruz, Haiti          |                                                                                   |
| John Cooper       | U.S. Navy         | Steuermann                                         | Sezessionskrieg                    |                                                                                   |
| Louis Cukela      | U.S. Marine Corps | Sergeant                                           | I. Weltkrieg                       | Army und Navy MOH für dieselbe Aktion                                             |
| Thomas Custer     | U.S. Army         | Second Lieutenant                                  | Sezessionskrieg                    | 1. Person die die MOH zweimal bekam (Gefechte am 3. und 6.4.1865)                 |
| Daniel Daly       | U.S. Marine Corps | Private, Gunnery Sergeant                          | Boxeraufstand, Haiti               |                                                                                   |
| Henry Hogan       | U.S. Army         | First Sergeant                                     | Indianerkriege                     |                                                                                   |
| Ernest A. Janson  | U.S. Marine Corps | Gunnery Sergeant                                   | I. Weltkrieg                       | Army und Navy MOH für dieselbe Aktion die Army unter dem Namen Charles F. Hoffman |
| John J. Kelly     | U.S. Marine Corps | Private                                            | I. Weltkrieg                       | Army und Navy MOH für dieselbe Aktion                                             |
| John King         | U.S. Navy         | Water tender, Feuerwehrmann an Bord eines Schiffes | In Friedenszeiten                  |                                                                                   |
| Matej Kocak       | U.S. Marine Corps | Sergeant                                           | I. Weltkrieg                       | Army und Navy MOH für dieselbe Aktion                                             |
| John Lafferty     | U.S. Navy         | First Class Fireman                                | Sezessionskrieg, in Friedenszeiten |                                                                                   |
| John McCloy       | U.S. Navy         | Steuermann                                         | Boxeraufstand, Besetzung Veracruz  |                                                                                   |
| Patrick Mullen    | U.S. Navy         | Matrose                                            | Sezessionskrieg                    |                                                                                   |
| John H. Pruitt    | U.S. Marine Corps | Corporal                                           | I. Weltkrieg                       | Army und Navy MOH für dieselbe Aktion                                             |
| Robert Sweeney    | U.S. Navy         | Matrose                                            | In Friedenszeiten                  |                                                                                   |
| Albert Weisbogel  | U.S. Navy         | Captain of the Mizzen Top                          | In Friedenszeiten                  |                                                                                   |
| Louis Williams    | U.S. Navy         | Captain of the Hold                                | In Friedenszeiten                  |                                                                                   |
| William Wilson    | U.S. Army         | Sergeant                                           | Indianerkriege                     |                                                                                   |

### Unbekannte Träger
1921 wurde ein unbekannter amerikanischer Soldat geehrt, der im Amphitheater auf dem Nationalfriedhof in Arlington begraben liegt. Die Ehrung erfolgte stellvertretend für alle gefallenen amerikanischen Soldaten des Ersten Weltkrieges.
1922 wurden vier unbekannte Soldaten (je ein belgischer, englischer, französischer und italienischer), 1923 wurde außerdem noch ein unbekannter rumänischer Soldat mit der Medal of Honor geehrt. Die Ehrung erfolgte stellvertretend für alle gefallenen Soldaten dieser Länder.
1948 wurde der unbekannte amerikanische Soldat des Zweiten Weltkriegs geehrt, der im Amphitheater auf dem Nationalfriedhof in Arlington begraben liegt.
1957 wurde der unbekannte amerikanische Soldat des Koreakrieges geehrt, der im Amphitheater auf dem Nationalfriedhof in Arlington begraben liegt.
1984 wurde der unbekannte amerikanische Soldat des Vietnamkrieges geehrt, der im Amphitheater auf dem Nationalfriedhof in Arlington begraben liegt. Obwohl dieser später als First Lieutenant Michael Blassie identifiziert wurde, gilt diese Medal of Honor weiterhin als an einen unbekannten Soldaten verliehen, da sie stellvertretend für alle gefallenen Soldaten des Vietnamkrieges verliehen wurde.